# Marang (plant)
De marang (Artocarpus odoratissimus) is een plant uit de moerbeifamilie (Moraceae). 
Het is een groenblijvende, tot 25 m hoge boom met een dichte kroon. De stam heeft aan de basis vaak vlakke plankwortels. De bladeren zijn elliptisch tot breed-eirond, 15–30 cm lang en tot 20 cm breed. De bladschijf is enkelvoudig, leerachtig en donkergroen. De mannelijke en vrouwelijke bloemen groeien in aparte 4–10 cm lange bloeiwijzen in de bladoksels.
De vruchten zijn circa 15 cm grote, geelgroene vruchtverbanden, die dicht met stijve haren zijn bezet. De vruchten van cultuurrassen kunnen een gewicht tot 2,5 kg bereiken. Het vruchtvlees is wit, sappig en zoet-aromatisch van smaak.
De vrucht van marang geldt als een van de smaakvolste uit het geslacht Artocarpus. De vruchten kunnen als handfruit worden gegeten en worden gebruikt voor de bereiding van zoetwaren en taart. Rijpe vruchten bevatten tot 35% zetmeel en tevens calcium, fosfor, en vitamine C. Onrijpe, jonge vruchten kunnen in kokosmelk gekookt worden en zo als groente dienen. De zaden kunnen geklokt of geroosterd worden gegeten. Ze hebben een nootachtig aroma.
De marang is endemisch op Borneo en wordt in verschillende Zuidoost-Aziatische landen gecultiveerd. De marang wordt vooral veel gekweekt in Sarawak in het Maleisische deel van Borneo. Buiten de teeltgebieden heeft de vrucht ondanks zijn goede smaak slechts een geringe betekenis. De oorzaak daarvan is dat de bomen slechts een geringe oogst opleveren en de vruchten moeilijk zijn te exporteren. Er wordt geprobeerd rassen te ontwikkelen die kleiner blijven en sterker vertakt zijn, wat de oogst vergemakkelijkt.

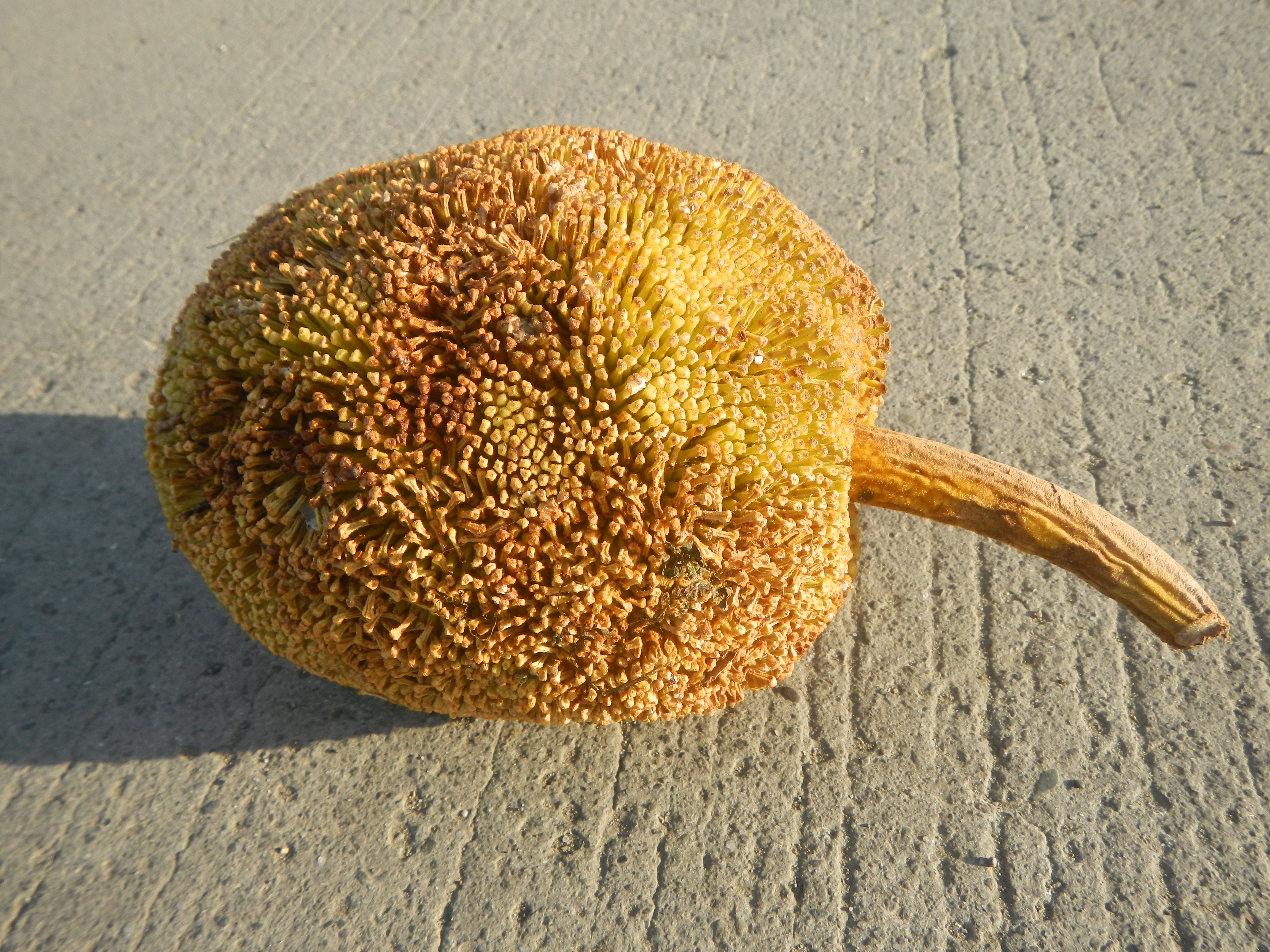
Vrucht